# Porto Seco Centro-Oeste

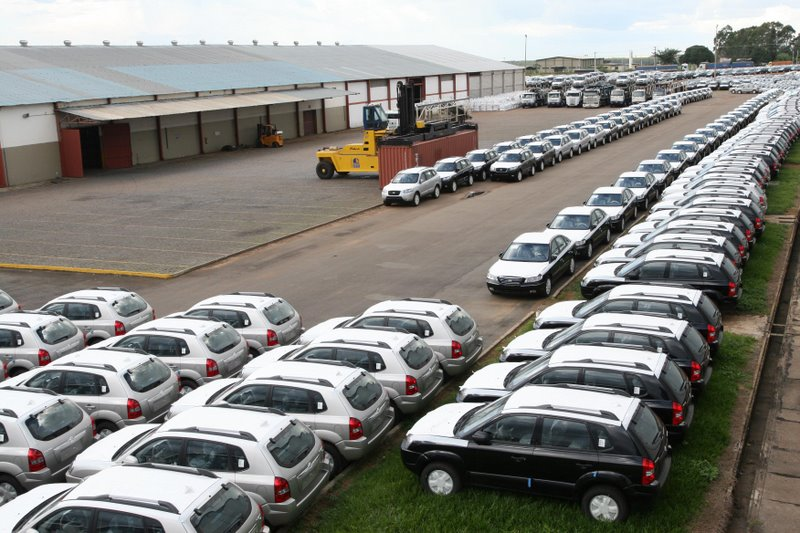
Pátio do Porto Seco Centro-Oeste.

O Porto Seco Centro-Oeste é um porto seco localizado em Anápolis, o propulsor para colocar o município como o 22º maior município importador do Brasil. Com US$ 2,5 bilhões em volume de mercadorias movimentada em 2010, o Porto Seco Centro-Oeste, é o terceiro maior porto seco do Brasil (terminal alfandegado de uso público, de zona secundária, destinado à prestação de serviços de movimentação e armazenagem de mercadorias sob controle aduaneiro).

## História
O Porto Seco foi criado através de concorrência pública na qual um grupo de empresários goianos se uniu formando o consórcio vencedor da licitação, obtendo assim a permissão para prestação do serviço aduaneiro. Da permissão à implantação foram dois anos para as adequações exigidas pela Receita Federal, até o cumprimento das exigências do edital de licitação. Alfandegado em Setembro de 1999, este recinto vem desempenhando papel fundamental no desenvolvimento do Estado. Uma nova visão de Comércio Exterior foi estabelecida em Goiás, aproximando a região do mercado global. Tendo como missão principal atender às necessidades de importadores e exportadores, o Porto Seco, presta assessoria aos seus clientes, no intuito de os mesmos otimizarem as suas transações nacionais e internacionais ganhando, assim, mais competitividade de mercado através de agilidade e redução de custos de armazenagem dos seus produtos.
1997 a 1999
- Processo de constituição junto à Receita Federal do primeiro Porto Seco do interior do país.
1999
- Outubro: Inauguração Oficial da primeira EADI do Centro-Oeste do país e início das operações como prestadora de serviços portuários.
- Área total de 109.700m².
2000
- Volume de Importações realizados através do Terminal foi de US$ 34,8 milhões.
2001
- Julho: Primeira operação de exportação da EADI-Anápolis, com o envio de granito para a Suíça;
- Início das operações de importação de equipamentos médicos hospitalares.
2002
- Julho: Retomada das atividades logísticas da antiga RFFSA - Rede Ferroviária Federal S/A, por meio de uma parceria entre a Companhia Vale do Rio Doce e a Ferrovia Centro Atlântica (FCA).
- Inauguração do Terminal de Carga e Descarga no Porto Seco para movimentação de contêineres.
- Início da operação do “Trem Expresso” no Porto Seco, com uma viagem semanal entre Anápolis – GO e Santos – SP.
-(12/07/2002) Embarcada primeira carga via ferrovia, sendo transportado leite em pó para a cidade de Sete Lagoas (MG).
- Dezembro: Crescimento da demanda de cargas. Trem Expresso passa a operar com frequência diária entre Anápolis-Santos.
2003
- Porto Seco Centro Oeste S/A passa a atuar em um novo seguimento de mercado: Armazém Geral, criando assim o Mercado Interno, espaço destinado à prestação de serviços de logística em movimentação e armazenagem de cargas nacionais.
- A empresa é credenciada a Conab (Companhia Nacional de Abastecimento) e assim atesta sua capacidade para armazenar grãos transgênicos.
2004
- Abril: Porto Seco Centro Oeste S/A torna-se hub logístico no país para a importação e distribuição dos veículos das marcas Hyundai e Subaru.
2005
- Início da operação no Complexo Fármaco do Porto Seco Centro Oeste S/A. Empresa torna-se hub logístico no país para a importação e distribuição de insumos e medicamentos de importantes laboratórios farmacêuticos da região e do mundo.
- Setembro: Início da construção do Terminal de Minério de Cobre. Parceria entre o Porto Seco Centro Oeste S/A, o grupo canadense Yamana Gold – Mineração Maracá e a Vale.
- Novembro: Início da operação de exportação de Amianto Crisotila.
2006
- Porto Seco Centro Oeste S/A registra aumento considerável no volume de importações: US$ 243,4 milhões – quase 300% de aumento.
- Obtenção do certificado ISO 9001, que atesta a presença de um sistema de gestão de alta qualidade na prestação de serviços.
- Obtenção da Certificação de Qualidade IBD pela Associação de Certificação Instituto Biodinâmico, agregando ao seu sistema de gestão de qualidade a vantagem de trabalhar com a exportação de produtos orgânicos
2007
- Agosto: Início da operação de armazenagem e movimentação de algodão para uma das maiores tradings do mundo. Inauguração do maior pátio pluma do Centro-Oeste do país.
2008
- Volume recorde de importações realizadas por meio do Porto Seco Centro Oeste S/A: US$ 1 bilhão.
- Junho: Ampliação da área alfandegada para 176.000 m².
- Julho: Inauguração do Terminal de Minério com o início das operações de exportação de concentrado de cobre a partir de Anápolis.
- Dezembro: Em meio à crise internacional, saldo comercial de 2008 da empresa ficou 82,02% superior ao de 2007;
2009
- Março: Obternção da certificação Dun & Bradstreet International LTD, que atesta a credibilidade e o potencial financeiro do Porto Seco para negociações com fornecedores e investidores
- Otimização da utilização da capacidade de prestação de serviços em armazenagem e atendimento ao cliente. Ampliação da área do Mercado Interno de 44.600 m² para 160.000 m².
- Unidade torna-se referência no país com a inauguração da Estação de Convivência “Fabrício Tavares”, área de lazer voltada a colaboradores e motoristas que freqüentam o Porto Seco.
- Outubro: Porto Seco Centro Oeste S/A comemora 10 anos de atuação. Um marco histórico para a empresa, para Anápolis e todo o Estado.
2010
- Volume recorde de movimentação de mercadorias realizadas por meio do Porto Seco Centro Oeste S/A: US$ 2 bilhões.
- Aquisição de duas empilhadeiras tipo Reach Stakers de última geração.
- Instalação de Sistema Integrado de Vigilância com comunicação digital e tecnologia GPS.
2011
- Primeiro Porto Seco do Brasil a atender a instrução normativa da Receita Federal do Brasil relativa a sistema de segurança, implementando um dos sistemas mais modernos do Brasil em monitoramento.
- Ampliação da área total da empresa, atingindo 500.000m².
- Setembro: Toda a empresa é certificada pela ISO 9001, sendo o primeiro e único Porto Seco do Brasil a certificar todos os processos da empresa.

## Localização e Operações
Situado dentro do Distrito Industrial da cidade, possui uma ampla e moderna infraestrutura, com área total de 500.000 m². A empresa está em uma região estrategicamente privilegiada, a 54 km de Goiânia, e 150 km de Brasília, a capital do Brasil. Três rodovias federais se interligam a Anápolis: as BR´s 060, 153 e 414, formando juntamente com a ferrovia Centro Atlântica e a Ferrovia Norte-Sul (em construção) o que pode ser chamado de "Trevo do Brasil". Além do fácil acesso rodoviário, o Porto Seco Centro-Oeste é servido por um ramal da ferrovia Centro Atlântica, oferecendo uma facilidade adicional para combinar os recursos de seus clientes e oferecer a melhor opção de transporte. Podem ser transportados inúmeros tipos de cargas interligando todo o mercado do Centro-Oeste a outros pontos do País, transformando grandes distâncias em distâncias economicamente competitivas. O Porto Seco ainda oferece vantagens adicionais e facilidades que desburocratizam o sistema, agilizando suas operações, possibilitando a redução de custos e maior competitividade nos negócios externos, como por exemplo: O mais importante dos regimes suspensivos pela EADI Porto Seco Centro-Oeste é o Entreposto Aduaneiro, o qual prevê a suspensão de impostos por até 03 (três anos), possibilitando nacionalizações parciais do estoque inicial, o que redunda em menor comprometimento de caixa da empresa no recolhimento de impostos e total adequação do desembaraço as suas necessidades de utilização de matéria prima ou produto acabado. Portanto, o Entreposto Aduaneiro é o regime de destaque para as empresas que operam no comércio exterior, sendo um forte aliado nos investimentos no que tange à competitividade conquistada com as facilidades de operações, agilidade e segurança oferecidas pelo Porto Seco Centro-Oeste.
Agilidade nos desembaraços com presença constante da Receita Federal, Ministério da Saúde e Ministério da Agricultura. Consolidação e desconsolidação de cargas na EADI, viabilizando volumes menores de comercialização. Emissão dos documentos necessários e exigíveis em todos os processos pertinentes. Central de Informações para que os clientes acompanhem de perto os procedimentos com riqueza de detalhes, permitindo transparência em todo processo. Negociação direta por parte do cliente com uma empresa que tem como objetivo priorizar a qualidade na prestação de serviços. Em função de parâmetros pré-estabelecidos com a Secretaria da Receita Federal, o Porto Seco Centro-Oeste trabalha com redução significativa nas tarifas em relação ao desembaraço dos portos, aeroportos e fronteiras. Terminal ferroviário, disponibilizando o uso da ferrovia e contribuindo para a redução no custo do frete. Localização geográfica estratégica para empresas da região Centro-Oeste do País.

## Instalações
Considerado o "Corredor do Comércio Exterior" do Estado, o Porto Seco Centro Oeste S/A agrega competitividade às indústrias da região com uma moderna infra-estrutura e portfólio diferenciado de serviços. Com uma área total de 500 mil m², o Porto Seco oferece vantagens competitivas para as empresas que buscam viabilizar a armazenagem e a movimentação de suas cargas com total segurança e confiabilidade.
Estrutura Física:
128.000,00 m² de Área Alfandegada
234.000,00 m² de Área de Mercado Interno
35.000,00 m² de Terminal de Contêineres
10.000,00 m² de Armazéns Alfandegados
15.000,00 m² de Armazéns de Mercado Interno
800 m² Terminal Reefer
2.000,00 m² Complexos Farmoquímicos, com monitoramento eletrônico de temperatura
15.000,00 m² Moderno Terminal Exportador de Cobre
Pátio para armazenagem de até 6.000 veículos em trânsito alfandegário
Pátio para armazenagem de até 18.500 veículos nacionalizados
03 Ramais ferroviários, com dois km de extensão
Silos Graneleiros com capacidade para armazenar 44.000 ton
Ilha de Fiscalização
Moegas e docas rodoviárias e ferroviárias
Escritórios da Secretaria da Receita Federal, Anvisa e Ministério da Agricultura, Pecuária e Abastecimento;
Área Exclusiva de apoio para despachantes com completa infra-estrutura;
Estação de Convivência para caminhoneiros, dotada de lanchonete, ambulatório médico, cinema, lan-house, salão de jogos, brinquedoteca e área verde com preservação do cerrado;
Restaurante.
Estrutura operacional e tecnológica
Prestar serviços de logística integrada, aliando melhoria contínua e inovação, é a política de qualidade do Porto Seco Centro Oeste S/A.
Para garantir este lema, a empresa realiza investimentos na aquisição de equipamentos modernos, em sistemas informatizados de última geração e na capacitação de sua equipe. Aliados, estes fatores permitem controlar cuidadosamente todas as fases dos trabalhos desenvolvidos na empresa e por meio deste controle e consciência de melhoria contínua são alcançados resultados de qualidade e são encontradas soluções integradas e personalizadas para a armazenagem e a movimentação das mais diferentes mercadorias.
A empresa conta com gerador de energia próprio capaz de abastecer todo o Complexo Armazenador, além de maquinários com tecnologia de ponta, como empilhadeiras: reach stacker, top loaders e forklifts, contamos também com esteiras eletrônicas, paleteiras manuais, completo equipamento de segurança e outros necessários para a movimentação de qualquer tipo de carga solta ou conteinerizada.
O Porto Seco oferece ainda a opção de transporte ferroviário a partir da FCA - Ferrovia Centro-Atlântica, numa extensão de 7.080 km, percorrendo sete estados brasileiros. Pela FCA as mercadorias podem ser escoadas para os portos marítimos de Santos e Vitória, além de ser o trajeto mais viável economicamente para as indústrias de bens de consumo que abastecem o país.
Segurança Patrimonial e Seguro das Instalações
A empresa é totalmente protegida por moderno sistema de alarme e circuito de vigilância eletrônica, com o apoio tático de um corpo de guardas permanente e treinado, que executa a segurança armada do terminal 24 horas. Os processos são submetidos ao gerenciamento de risco, monitoramento remoto e rastreamento.
A empresa dispõe do mais moderno sistema de monitoramento de câmeras do Brasil e além da segurança patrimonial, todas as instalações do Porto Seco de Anápolis, assim como todas as mercadorias armazenadas no recinto são asseguradas. Os clientes são ainda amparados por apólices de seguros, contratadas para atender plenamente às suas necessidades.